# Ђуро Салај
Ђуро Салај (Валпово, 10. март 1889 — Ловран, код Опатије, 20. мај 1958) био је комунистички револуционар, друштвено-политички радник ФНР Југославије. Салај је био јунак социјалистичког рада.

## Биографија
Рођен је 1889. године у Валпову. Потиче из сиромашне радничке породице, отац му је био столар. После завршене основне школе, изучио је кројачки занат. Као кројачки радник 1906. године приступа Савезу радништва одјевне индустрије и обрта у Загребу.
У потрази за послом 1907. године одлази у Аустрију и Базену приступа Социјалдемократској партији. Потом ради посла одлази у Швајцарску и Немачку. У Швајцарској, у Туну, био је изабран за секретара месне организације кројачких радника, коју је заступао на Конгресу Синдиката текстилних и кројачких радника Швајцарске, одржаног 1908. године у Лозани.
По повратку у земљу, у лето 1909. године, настанио се у Сарајеву, где је вршио дужност секретара Савеза кројачких радника Босне и Херцеговине.
Године 1919. на Конгресу Социјалдемократске странке Хрватске и Славоније, коме је присуствовао као делегат из Славонског Брода, с групом левичара, напушта Конгрес и учествује у раду Акционог одбора, који је радио на припремама за Конгрес уједињења. Један је од оснивача Социјалдемократске радничке партије Југославије, априла 1919. године.
Године 1920. изабран је, на листи КПЈ, за градског заступника у Славонском Броду и посланика Скупштине Пожешке жупаније. После неуспелог атентата на краља Александра, јуна 1921. године, ухапшен је и на „Видовданском процесу“, 23. фебруара 1922, осуђен на две године затвора, које је одлежао у Пожаревцу.
За градског заступника у Славонском Броду, поново је биран 1924. године, на листи Независне радничке партије Југославије. Од 1925. до 1927. године био је секретар Синдиката текстилних и одјевних радника у Загребу. Од 1927. до 1929. године радио је у Централном комитету КПЈ, а потом у Бироу ЦК КПЈ у иностранству.
Године 1930. отишао је у Совјетски Савез, где је радио као представник КПЈ у Коминтерни. За време Стаљинових „чистки“, током тридесетих година, радио је на Криму, по предузећима. Од 1942. до 1944. године радио је као спикер и уредник емисија радио-станице „Слободна Југославија“.
Крајем 1944. године вратио се у Југославију и био члан Антифашистичке скупштине народног ослобођења Југославије.
Јануара 1945. године на Првој земаљској синдикалној конференцији у Београду, изабран је за председника Централног одбора и на овој функцији остао до почетка 1958. године, када је изабран у Савезно извршно веће (СИВ).
За члана ЦК КПЈ биран је од Трећег конгреса, одржаног 1926. године, а за члана Политбироа ЦК КПЈ биран је на Петом и Шестом конгресу. Био је члан и Централног комитета Савеза комуниста Хрватске.
Умро је 20. маја 1958. године у Ловрану, код Опатије, а сахрањен је у Гробници народних хероја на Мирогоју у Загребу
Раднички дом „Ђуро Салај“, седиште синдиката и просветних установа у Загребу, носи име по њему, као и једна од основних школа у Суботици. По њему је названа Школа за основно образовање одраслих „Ђуро Салај”.
Одликован је Орденом јунака социјалистичког рада и другим високим југословенским одликовањима.

## Галерија
- Биста Ђуре Салаја у родном Валпову
- Погреб Ђура Салаја на загребачком Мирогоју 1958.
- Раднички дом Ђуро Салај у Загребу
- Орден јунака социјалистичког рада
- Партизанска споменица 1941.